# Mitracarpus polycladus
Mitracarpus polycladus är en måreväxtart som beskrevs av Ignatz Urban. Mitracarpus polycladus ingår i släktet Mitracarpus och familjen måreväxter.

## Underarter
Arten delas in i följande underarter:
- M. p. polycladus
- M. p. sabensis